# Porrskådespelare
| Porrskådespelare ("porrstjärna") |
| --- |
| Riley Reid, en av 2010-talets mest populära porrskådespelare. - Betydelse – skådespelare som medverkar i pornografisk film - Funktion – iscensätta sexuella fantasier för konsumenterna - Relaterade begrepp – glamourmodell (poserar för stillbildskamera), webbkameramodell (producerar scener via webbkamera) |

En porrskådespelare är en person som medverkar i pornografiska filmer och en form av sexarbetare. Framgångsrika porrskådespelare omskrivs ofta via den romantiserande termen porrstjärna (engelska: porn star), men samtidigt förknippas de genom sitt arbete med en privat och ofta skambelagd del av kulturen. Arbetet erbjuder ofta både fysiska och psykologiska utmaningar, eftersom målet är att iscensätta sexuella fantasier för konsumenterna.
Den överlägset största delen av pornografisk film marknadsförs mot heterosexuella män, vilket ofta gör manliga skådespelare till redskap för den manliga blicken och kvinnliga skådespelare till objekt för densamma. Detta till trots finns det en stor mängd genrer och stilar, och den tekniska utvecklingen har bidragit till framväxten av det relaterade webbkameramodellandet.

## Kvinnor och män

### Kvinnliga skådespelare
De flesta porrfilmer är tänkta för en heterosexuell manlig publik, och huvudfokus ligger därför på kvinnorna i filmerna. Filmerna söker presentera en sexuell fantasi, och kvinnorna väljs efter sin förmåga att skapa eller passa i den fantasi som filmen handlar om. Detta innebär att utseende och kroppslig attraktion är viktigt, liksom ögonkontakten med kameran (för att förstärka den frammanade "kontakten" med konsumenten). Den kvinnliga skådespelarens ansiktsuttryck bidrar till att förstärka fantasins kraft, med uttryck av positiva eller negativa känslor. Bland de historiskt sett mer kända skådespelarna märks Jeanna Fine, Jenna Jameson, Nina Hartley och Riley Reid.

### Manliga skådespelare

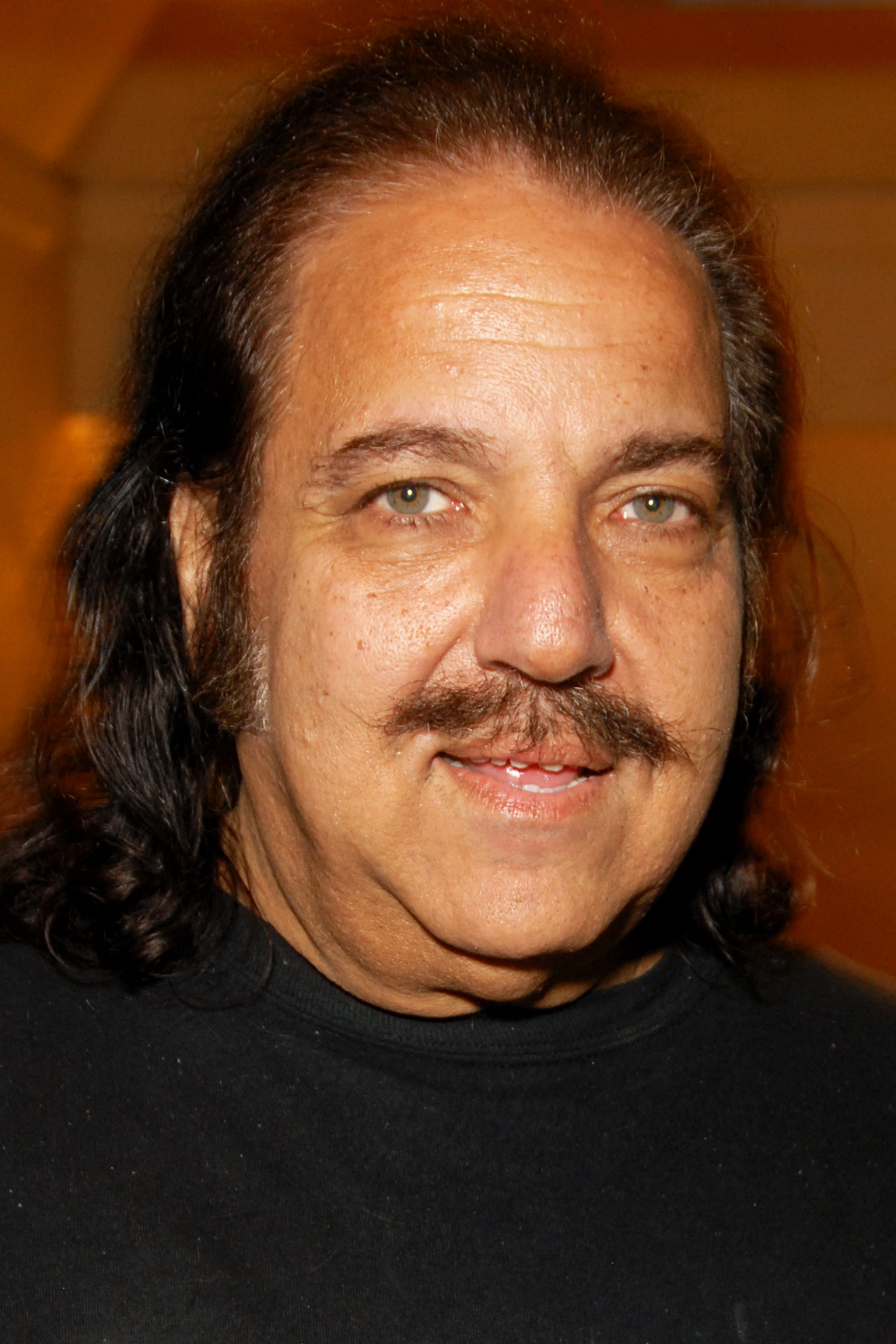
Ron Jeremy, som enligt Guinness Rekordbok är den porrskådespelare som medverkat i flest filmer.

De flesta manliga porrskådespelare väljs inte för sitt utseende. I stället värderas de ofta för sin förmåga att få erektion och upprätthålla den under filmningen – ofta en stressartad situation – samt att få utlösning. Förutom deras könsorgan syns de ofta relativt lite i scenerna, och deras kroppar fungerar ofta som redskap och alter ego för den manliga blicken; denna roll är förd till sin spets i gonzopornografin, där den manliga skådespelarens ögon i praktiken fungerar som en subjektiv kamera. Ron Jeremy, John Holmes, Peter North och Rocco Siffredi är historiskt sett fyra av de mer kända namnen.

## Roll och person
Porrskådespeleri ses ofta som en särskild form av skådespeleri, bland annat för att skådespelarna idkar äkta sex – till skillnad från antytt eller fejkat sex i liknande situationer i andra typer av filminspelningar. Sex och samlag är intima handlingar, där man lätt kan känna sig utsatt; dessa scener omges i många nyare filmproduktioner utanför porrbranschen av intimitetskoordinatorer. Att rollfigurerna som spelas ofta saknar tydligt igenkännbart rollnamn gör att skådespelaren tätare förknippas med sina rollprestationer än skådespelare i andra genrer, och det kvardröjande stigmat kring pornografin som fenomen gör att upplysande samtal om verkliga arbetsvillkor försvåras.
Pornografiska filmer är för det mesta inriktade på specifika fantasier och sexuella manus, och inom mainstreampornografi kretsar fantasierna ofta kring manlig dominans. Detta innebär utmaningar för en skådespelare, genom uppdraget att iscensätta ofta överdrivna sexuella situationer och samtidigt presentera rolltolkningen så realistiskt som möjligt. Denna typ av rolltolkningar har jämförts med metodskådespeleri, genom att utförandet har en hög grad av realism och skådespelaren – åtminstone av många konsumenter – kan bli starkt förknippad med sina rollprestationer. I samhället i övrigt ses sex och samlag som mycket privata handlingar, och att delta i en iscensättning av detta framför en kamera och med kanske miljoner tittare blir då en högst udda handling. I olika intervjuer ses de sexuella rollspelen annars ofta som en positiv del av arbetet.

### Arbete och privatliv
Porrskådespelare kan ibland ses som mindre värda av både konsumenter och icke-konsumenter (inklusive antipornografiaktivister), eftersom de deltar i handlingar som de flesta inte skulle vilja ägna sig åt offentligt. Samtidigt kan offentligt sex efter manus vara en utmaning för skådespelaren, som behöver dra en skiljelinje mellan arbete och privatliv (för att kunna skilja på sex i jobbet och sex privat).
Behovet av distans mellan arbete och privatliv innebär att personen i regel arbetar under pseudonym, med ett "porrnamn". Detta kan vara baserat enligt en viss formel, som en kombination av namnet på ens första husdjur plus gatan där man bodde under uppväxten, alternativt ens mors flicknamn plus märket på underkläderna man har på sig eller modellnamnet på ens första bil plus maskoten på din high school. Alternativt finns det de som inspireras av personnamn från sin barndom eller namn från populärkulturen, men det finns även ett antal andra "formler".

## Branschutveckling och marknadsföring
När den pornografiska filmen på 1970-talet legaliserades i stora delar av den industrialiserade världen, distribuerades filmerna ofta på bio. Filmerna var ofta långfilmer med utarbetade manus men med olika sexuella inslag. Under 1980- och 1990-talet flyttade konsumtionen successivt över till hemvideo och betal-TV, vilket ledde till en mer privat konsumtion och en utveckling av de olika pornografiska genrerna. Med tiden har kommersiella aspekter resulterat i en mer nischad produktion, vilket förändrat utmaningarna för skådespelarna.
Sedan millennieskiftet har distributionen av pornografisk film i allt högre grad tagits över av Internet, via strömmande video eller nedladdningsbara filmer. Den pornografiska branschen har i högre grad än musik- och filmbranschen drabbats av problemet med piratkopiering, och med Youtube som förebild har en mängd kommersiella videoplattformar tagit över det mesta av konsumtionen.
Detta har på samma gång ökat konsumtionen men minskat branschens lönsamhet, vilket lett till högre konkurrens om uppmärksamheten och en enligt vissa allt fler avancerade och våldsinriktade/akrobatiska produktioner. Även de allt fler kvinnliga porrkonsumenterna har sannolikt drivit på en utveckling mot allt mer aggressivitet och/eller akrobatik i filmerna. På samma gång har initiativ tagits till en breddning av branschen, med mer etiskt producerat innehåll. Som en kommersiell produkt har den internetbaserade pornografin spritt ut sig på allt fler olika kategorier.
Skådespelarna har samtidigt kunnat utnyttja delar av de framväxande sociala medierna som marknadsföringsplattformar för sin kommersiella verksamhet. Detta gäller inte minst på Twitter, en relativt lite censurerad plattform som tillåter användarna att posta sexuellt innehåll.
På samma gång har den tekniska utvecklingen underlättat direktsändningar av erotiskt material via webbkamera och över bredband. Prenumerationstjänsten Onlyfans befolkas kanske främst av sexarbetare som här verkar som webbkameramodeller direkt mot en eller flera betalande kunder. Bara i Storbritannien beräknades 2012 cirka 5000 personer arbeta med sexrelaterat webbkameraarbete.
Utmaningarna för porrskådespelare i den senkapitalistiska världen är ibland kopplade till möjligheten till större vinster genom större insatser. Arbetet är i regel oreglerat och osäkert, och de grundläggande insatserna inkluderar testning för könssjukdomar, arbetsskador, vidmakthållande av ett säljbart utseende samt egen marknadsföring. Vinsten kan då bli en bättre lön och en större mängd kreativitet än många andra arbeten. Utformandet av arbetsplatsen kan ske i gränslinjen mellan marknad, sexualitet, klass och sexualpolitik.

## Hälsa och arbetsvillkor

### Bakgrund och allmänna villkor
Porrskådespelare anses oftast eller åtminstone ofta vara personer som upplevt sexuella övergrepp i ungdomen, och det anses ibland att detta påverkar deras beslut att bli del av branschen. Undersökningar har visat olika resultat, och en undersökning 2012 (bland de då verksamma kvinnorna i branschen i USA) angav en något högre eller jämförbar nivå av övergreppsoffer som befolkningen i gemen (36 procent jämfört med cirka 25 procent i en allmän studie från 2006). Denna undersökning, med svar från cirka en tiondel av de dåvarande kvinnliga skådespelarna i USA, angav att de i snitt haft 74 sexualpartner (mot 5 i resten av samhället), i högre utsträckning använt narkotika, uppskattade sexuella aktiviteter mer än folk i gemen, hade en bättre självkänsla, social uppbackning och andlig status, liksom att de i högre grad än folk utanför branschen beskrev sig själva som bisexuella. Studien inkluderade kvinnor i åldern 18–50 år, med en branscherfarenhet på mellan 30 år och en månad, men inga personer som redan lämnat branschen deltog i studien. Forskarna beskrev kvinnorna som valt att arbeta i branschen som en särskild grupp av människor (jämför branschuttrycket "civilians", 'civila', för folk utanför branschen), vilka försöker eller lyckas finna sig tillrätta i den subkultur som porrbranschen utgör och får stöd från uppdragsgivare, kollegor och fans. Denna branschgemenskap anses stärkas av det allmänna samhällets upplevda oförståelse och stigmatisering av denna grupp människor.
Intresset för porrskådespelarnas arbetsvillkor är ojämnt bland konsumenterna, som påverkade av pornografins låga status i kulturen sällan är öppna med sin konsumtion. Eftersom konsumtionen i regel är privat och oftast kopplat till onani vill konsumenten sällan fundera djupare kring innehållet som konsumeras, och sådana tankar kan ofta störa möjligheterna till effektiv upphetsning. Denna "amoraliska" attityd till lustsituationen finns både hos kvinnliga och manliga konsumenter.

### Fysiskt och psykiskt
Eftersom porrskådespelare har som arbete att ha sex – ofta utan kondom – är de utsatta för sexuellt överförbara sjukdomar; detta kompenseras delvis med att de återkommande och flitigt testas. Andra problem kan röra de ofta obekväma arbetsställningarna, vilka ofta väljs ut med hänsyn till kamerans position, historier som syftar till maktfantasier eller av rent akrobatiska skäl.
Hos manliga skådespelare är den kanske svåraste uppgiften att få erektion på kommando, eftersom de allra flesta pornografiska produktioner med män inkluderar en erigerad penis. För ovana skådespelare kan situationen att ha sex inför publik och kamera leda till svårigheter att få eller behålla ståndet, och denna kapacitet bidrar till att manliga skådespelare utan dessa svårigheter ofta har en  längre karriär. En bedömning är att 98 procent av misslyckade tagningar beror på bristande erektion. På senare år har potenshöjande medel som Viagra (lanserad 1998) blivit ett mer eller mindre normalt hjälpmedel. Dessa preparat har också ökat i betydelse, på grund av inspelningar där erektion behöver kunna behållas under längre perioder. Dessutom har användandet erektionsskapande injektioner ökat i betydelse, trots ett antal bieffekter och långsiktiga hälsorisker.
För kvinnliga skådespelare kan fysiska problem eller utmaningar inkludera rygg- eller knäproblem, på grund av olika obekväma arbetsställningar ofta anpassade för kameran. Våldsamma eller aggressiva scener utförda utan tillräckliga säkerhetsrutiner kan även medföra sprickor i olika kroppsöppningar.
För skådespelare oavsett kön finns även risken att bli smittad av någon könssjukdom, trots ett regelverk med regelbundna kontroller. En australisk kiropraktiker bedömer att var sjätte skådespelare i branschen dras med någon sorts ryggproblem, vilket motsvarar nivån hos befolkningen i övrigt. Många skådespelare ägnar sig åt regelbunden fysisk träning för att både upprätthålla ett attraktivt utseende och bättre kunna klara av långa inspelningspass.
Även psykiska problem kan spela stor roll, på grund av den kombination av utmaningar som tillförs genom de ofta förekommande filmmanusen med BDSM-liknande maktförskjutningar och rollspel. Förutom de rent fysiska riskerna handlar det då om att återkommande spela antingen dominanta (vanligt för män) eller undergivna (vanligt för kvinnor) roller i en sexuell situation. 2018 grundades stödorganisationen Pineapple Support, som erbjuder nordamerikaner som är verksamma inom den pornografiska branschen möjligheter till mental terapi och annat stöd gratis eller till låg kostnad.

### Ekonomi och villkor
Porrskådespelare är i regel fria företagare som förutsätts hantera sin egen ekonomi och signerar kontrakt för olika uppdrag. Framgångsrika skådespelare kan få möjlighet till studiokontrakt, vilket kan ge dem en tryggare inkomst och mer reglerat arbete från en och samma uppdragsgivare. Branschen är annars till största delen oreglerad, med få eller inga tillgängliga fackföreningar. Detta samverkar med samhällets låga intresse av att stötta de verksamma i branschen till en inneboende "tröghet i systemet".
Aktivister mot pornografi hävdar ofta att pornografi som fenomen i stort sett handlar om våld, att den utnyttjar svaga kvinnor och skapas genom tvång. Forskningsstudier har haft svårt att finna tydliga belägg för dessa idéer; i en studie 2011 där 176 kvinnliga porrskådespelare intervjuades, sa endast en att hon blivit utsatt för tvång i samband med sin introduktion till branschen. Flera nämnde dock utnyttjande i mer allmänna ordalag, liksom obehagliga personer och könssjukdomar som negativa delar av sitt yrke. Samtidigt var de vanligaste positiva åsikterna pengar, människor, sex och frihet/oberoende.

### Diskriminering
Porrskådeskådespelare har talat ut om diskrimineringen de utsätts för som en följd av deras arbete. Detta kan inkludera bankers ovilja att erbjuda tjänster för porrskådespelare eller andra sexarbetare och att man kan bli avskedad från andra anställningar. Lana Rhoades och Jessica Drake tillhör dem som haft svårighet att hyra eller köpa bostad, och både Drake och Chanel Preston har erfarenhet av nedstängning av bankkonton på grund av hennes yrke. Många menar att det blir som en "rävsax", där yrkesvalet medför samhälleligt förakt – oavsett om man fortsätter arbeta inom branschen eller försöker byta till en annan yrkesbransch.
Diskriminering emot porrskådespelare kan också ske i sociala medier. 2019 undertecknade cirka 200 skådespelare och modeller ett brev till Facebook, efter att de upplevt att deras Instagram-konton stängts ner utan rimlig orsak. Många skådespelare har sagt att de behandlas enligt en annan måttstock än kändisar inom den större mainstream-kulturen. Samma år hävdade fler än 1 300 skådespelare att deras konton raderats av Instagrams innehållsmoderatorer, på grund av överträdelser av plattformens regler, trots att de inte visat upp naket eller sexuellt innehåll i sitt flöde. De hävdade då att kändisar inom mer accepterade kultursektorer tillåts vara mycket mer explicita i deras postande än porrskådespelare eller andra typer av sexarbetare, utan att detta leder till sanktioner.
Över 100 olika plattformar på Internet, inklusive banker, betalningsförmedlare, sociala medier-aktörer och hotell, har anklagats för att ägna sig åt diskriminering av olika typer av sexarbetare.

## Självbiografier
Ett flertal porrskådespelare har skrivit självbiografier, bland annat följande:
- Linda Lovelace – Inside Linda Lovelace (1974), The Intimate Diary of Linda Lovelace (1974), Ordeal (1980) och Out of Bondage (1986)
- Marilyn Chambers – My Story (1975, ISBN 0446798274)
- Harry Reems – Here Comes Harry Reems! (1975, ISBN 0523004591)
- Jerry Butler – Raw Talent (1990, ISBN 087975625X)[53]
- Annie Sprinkle – Annie Sprinkle: Post-Porn Modernist (1991)[54]
- Peter North – Penetrating Insights (1994, ISBN 1885591225)[55]
- Traci Lords – Traci Lords: Underneath It All (2003)[56]
- Jenna Jameson – How to Make Love Like a Porn Star: A Cautionary Tale (2005)[57] (på svenska Att älska som en porrstjärna, en sedelärande berättelse)
- Celia Blanco – Secretos de una pornostar (2005) (på spanska)[58]
- Kelly Trump – Porno – Ein Star packt aus (2005) (på tyska)[59]
- Christy Canyon – Lights, Camera, SEX! (2005, ISBN 0972747001)[60]
- Rocco Siffredi – Io, Rocco (2006, ISBN 8804559950) (på italienska)[61]
- Ron Jeremy – The Hardest (Working) Man in Showbiz (2006, ISBN 0060840838)[62]
- Ilona Staller – Per amore e per forza (2007) (på italienska)[63]
- Sunset Thomas – Anatomy of an Adult Film (2009, ISBN 1935444204)[64]
- Tera Patrick – Sinner Takes All: A Memoir of Love and Porn (2009, ISBN 1592405223)[65]
- Shelley Lubben – Truth Behind the Fantasy of Porn: The Greatest Illusion on Earth (2010, ISBN 9781453860076)[66]
- Monica Mayhem – Absolute Mayhem: Secret Confessions of a Porn Star (2010, ISBN 1616080914)[67]
- Sasha Grey – Neü Sex (2011, ISBN 0955801532)[68]